# Bão Nina (1975)
Bão Nina, được biết đến ở Philippines với tên gọi Bão Bebeng, là xoáy thuận nhiệt đới thứ ba được đặt tên trong mùa bão Tây Bắc Thái Bình Dương 1975. Cơn bão tồn tại trong khoảng 9 ngày, từ lúc hình thành vào ngày 30 tháng 7 đến khi tan trong ngày 8 tháng 8. Chịu ảnh hưởng từ không khí lạnh tràn xuống, Nina đã gây mưa rất lớn tại tỉnh Hà Nam và các khu vực khác của Trung Quốc, dẫn đến sự kiện đập Bản Kiều bị vỡ gây ra cái chết của khoảng 229.000 người, khiến cho Nina trở thành xoáy thuận nhiệt đới làm chết nhiều người thứ hai tại Tây Bắc Thái Bình Dương, sau bão Hải Phòng năm 1881, và là xoáy thuận nhiệt đới làm chết nhiều người thứ tư từng được ghi nhận.

## Lịch sử khí tượng
Một rãnh thấp mở rộng về phía Đông Nam tới biển Philippines đã sản sinh ra một vùng nhiễu động vào ngày 29 tháng 7. Sau khi mạnh lên thành áp thấp nhiệt đới 04W, hệ thống di chuyển theo hướng Đông Nam trong khoảng thời gian 36 tiếng và tiếp tục phát triển. Vào ngày 31 tháng 7, áp thấp nhiệt đới di chuyển chậm lại và bắt đầu quá trình tăng cường nhanh chóng thành một cơn bão nhiệt đới và nó đã được đặt tên là "Nina". Tiếp theo cơn bão dần thay đổi quỹ đạo đi lền phía Tây Bắc. Sự tồn tại của một áp cao cận nhiệt đã ngăn cản không cho Nina di chuyển nhiều thêm lên phía Bắc và nó bắt đầu đi theo quỹ đạo Tây - Tây Bắc ngay trước khi đạt cường độ bão cuồng phong.
Vào cuối ngày 1 tháng 8 Nina phát triển một cách vô cùng nhanh chóng. Máy bay thám trắc đã báo cáo áp suất giảm 65 hPa trong khoảng thời gian giữa ngày mùng 1 và ngày mùng 2 cùng sức gió tăng từ 65 knot (75 dặm/giờ, 120 km/giờ) lên 130 knot (150 dặm/giờ, 240 km/giờ) và đến cuối ngày 2 tháng 8 Nina đạt đỉnh với vận tốc gió 135 knot (155 dặm/giờ, 250 km/giờ), ngay sát ngưỡng bão cấp 5 trong thang bão Saffir-Simpson. Sau đó Nina bắt đầu suy yếu khi nó tiến gần tới Đài Loan, và cơn bão đã đổ bộ lên khu vực gần thành phố Hoa Liên với cường độ bão cấp 3 - sức gió khi đó đạt 100 knot (115 dặm/giờ, 185 km/giờ).
Cơn bão đã bắt đầu suy yếu khi nó đi qua dãy núi trung tâm của hòn đảo, điều này giúp làm giảm tác động của thành mắt bão đến những vùng đông dân cư. Nina tiến vào eo biển Đài Loan với cường độ suy giảm, và không lâu sau nó đã đổ bộ lên đất liền khu vực gần Tấn Giang, Phúc Kiến, Trung Quốc. Sau một thời gian di chuyển theo hướng Tây Bắc và vượt qua Giang Tây, cơn bão đã chuyển hướng Bắc khi nó ở trên khu vực gần Thường Đức, Hồ Nam trong đêm ngày 5 tháng 8. Một ngày sau, Nina đi qua Tín Dương, Hà Nam, và sau đó nó đã bị chặn lại bởi một front lạnh trên khu vực gần Trú Mã Điếm, Hà Nam trong vòng 3 ngày. Hệ thống mây dông đứng yên đã mang đến mưa rất lớn, gây ra sự kiện vỡ đập Bản Kiều nổi tiếng. Cơn bão tiếp tục di chuyển theo hướng Tây Nam trong ngày mùng 8 và tan không lâu sau đó.

## Tác động

### Đài Loan
Ngày 2 tháng 8, Cục Khí tượng Trung ương ban bố cảnh báo bão trên biển và trên đất liền, đến ngày 4 tháng 8 những cảnh báo đã được hủy bỏ. Cục Khí tượng thiểu thị, các khu vực của Đài Loan đều chịu tổn thất, trong đó huyện Hoa Liên là trọng điểm, đã có báo cáo về con số thương vong và mất tích.
Cơn bão đổ bộ vào Hoa Liên với sức gió mạnh nhất duy trì gần tâm đạt 185 km/h, cùng gió giật lên tới 222 km/h. Hoa Liên là địa phương ghi nhận được gió duy trì và gió giật mạnh nhất, tương ứng là 38 m/s và 56 m/s. Hoàn lưu của Nina cũng đem đến mưa trên diện rộng, trong đó khu vực A Lý Sơn từ ngày 2 đến ngày 4 tháng 8 đạt lượng mưa lớn nhất là 496,9 mm, Ngọc Sơn cũng ghi nhận được lượng mưa 326,2 mm. Mưa trên diện rộng dẫn đến lũ lụt và lở đất, khiến 29 người thiệt mạng và 140 người bị thương. Trên toàn Đài Loan, đã có tổng cộng có 3.000 căn nhà bị đổ sập hoặc chịu tổn hại, riêng tại Hoa Liên có 561 căn nhà sụp đổ và 1.831 căn nhà khác bị hư hại, đồng thời có 11 người thiệt mạng. Do ảnh hưởng của Nina, các chuyến bay, tàu hỏa, và ô tô công cộng tạm thời dừng hoạt động, song dịch vụ chuyến bay quốc tế tại sân bay Tùng Sơn Đài Bắc vẫn được duy trì.

### Trung Quốc
Do đi qua địa hình núi của Đài Loan, Nina trước khi đổ bộ vào Trung Quốc đại lục đã suy yếu thành bão nhiệt đới. Cơn bão đổ bộ lên khu vực gần Tấn Giang với sức gió 110 km/h, ảnh hưởng đối với Phúc Kiến là không lớn.
Tuy nhiên, tại nội lục cơn bão đã chịu ảnh hưởng của không khí lạnh tràn xuống, gây ra mưa rất lớn tại các khu vực như Hà Nam. Lượng mưa ghi nhận tới trên 400 mm tại một khu vực có diện tích rộng 19.410 km², một dải hồ chứa Bản Kiều, hồ chứa Thạch Mạn Than đến huyện Phương Thành có lượng mưa đều vượt quá 1.000 mm. tại trung tâm mưa lớn là hương Lâm Trang của huyện Bí Dương, lượng mưa trong vòng 24 giờ tối đa lên đến 1.060 mm, 6 giờ tối đa lên đến 830 mm. Mưa lớn cuối cùng đã khiến cho 62 hồ chứa như hồ Bản Kiều bị vỡ đập, tạo thành dòng lũ lớn, tổn thất kinh tế trực tiếp là 1,2 tỷ USD (USD 1975). Căn cứ theo cục quản lý hải dương và khí quyển quốc gia Hoa Kỳ (NOAA) thống kê, có khoảng 229.000 người thiệt mạng trong thảm họa này, song số liệu chính xác cho đến nay vẫn là vấn đề còn tranh luận